# Otibanda-formatie

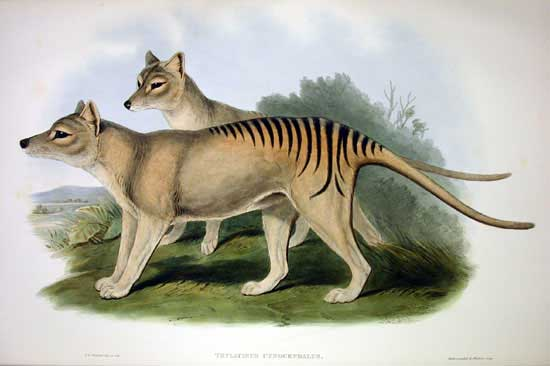
Buidelwolven, waarvan fossiel materiaal is gevonden in de Otibanda-formatie

De Otibanda-formatie is een geologische formatie in Papoea-Nieuw-Guinea die afzettingen uit het Plioceen omvat. Het is de vindplaats van fossielen van onder meer grote buideldieren.

## Locatie en ouderdom
De Otibanda-formatie ligt aan de oostzijde van Papoea Nieuw-Guinea in de provincie Morobe. Het werd afgezet in een laaglandgebied. De afzettingen dateren van 3,1 tot 2,5 miljoen jaar geleden. De typelocatie heeft een ouderdom van circa 2,9 miljoen jaar. De Otibanda-formatie is afgezet in laaglandgebied bedekt met boomsavannes. 

## Fauna
De landzoogdierfauna van Nieuw-Guinea tot aan het Plioceen is onbekend. De oudste aanwijzingen voor landecosystemen op Nieuw-Guinea zijn plantenfossielen uit het Vroeg-Perm die zijn gevonden in de centrale bergketen. In het Vroeg-Perm was de regio van Nieuw-Guinea een ondiepe gematigde zee. De zuidpool lag destijds ter hoogte van de huidige locatie van Zuid-Australië. Ongeveer 160 miljoen jaar geleden ontstonden tijdens het Jura het huidige centrale deel van Papoea-Nieuw-Guinea en delen van het schiereiland Vogelkop als eilanden. In het Tertiair had de Nieuw-Guinese regio de tropische regio bereikt. Mogelijk waren er intermitterend verbindingen tussen de verschillende eilanden onderling en met Australië.
Er zijn in de Otibanda-formatie fossielen gevonden van een buidelwolf (Thylacinus sp.), buidelmarter (Myoictis sp.), vier soorten kangoeroes (Watutia novaeguineae, Dorcopsoides buloloensis, Protemnodon otibandus en Bohra planei), een struikwallabie (Dorcopsis sp.), drie soorten diprotodonten (Kolopsis rotundus, K. watutense, Kolopsoides cultridens), een muis, een kleine kasuaris en krokodillen. Het materiaal van de zoogdieren bestaan met name uit geïsoleerde tanden.
Gedacht wordt dat er ten minste twee grote immigratiegolven zijn geweest waarbij zoogdieren Nieuw-Guinea vanuit Australië bereikten. Bij de eerste golf in het Laat-Mioceen migreerden de diprotodonten en struikwallabies. Diverse soorten uit de Otibanda-formatie zijn verwant aan soorten uit het Laat-Mioceen die bekend zijn uit Alcoota nabij Alice Springs, zoals Dorcopsoides fossilis en Kolopsis torus. De Nieuw-Guinese soorten zijn wel kleiner dan hun Australische verwanten en de diprotodonten maakten vanaf het Plioceen een lokale radiatie door. Kangoeroes uit de Macropodini ontbreken echter in Alcoota, wat betekent dat er na de start van het Plioceen een tweede migratiegolf moet zijn geweest waarbij ontwikkelde kangoeroes zoals de reuzenwallabies en reuzenboomkangoeroes Nieuw-Guinea bereikten.
Ook de muisachtigen kenden twee grote migratiegolven. Ongeveer 8,5 miljoen jaar geleden bereikte de stamvorm van de Hydromyini op drijfhout de eilanden van Nieuw-Guinea vanuit de Soenda-eilanden of de Filipijnen. In het Laat-Plioceen vond een tweede migratiegolf plaats, waarbij de Rattini vanuit Zuidoost-Azië naar Nieuw-Guinea kwamen.